# Juan de Paredes
Juan de Paredes (circa: 1525 - ?) fue un político español designado en 1558 por la Real Audiencia de Guatemala, alcalde mayor de la provincia de Yucatán, en la Nueva España. Fue el cuarto español que gobernó con ese título, poco después de la conquista en el siglo XVI, la Capitanía General de Yucatán.

## Datos históricos de su gobierno en Yucatán
A partir de 1552 la provincia de Yucatán volvió a estar bajo la jurisdicción de la Real Audiencia de Guatemala (o de los Confines, como se llamó) por determinación del rey Carlos V. Cuatro alcalde mayores nombrados por los Confines se sucedieron en el cargo como gobernantes de Yucatán a partir de entonces: de 1553 a 1554, Gaspar Suárez de Ávila que fue ratificado por Guatemala después de la importante tarea de visitador que desempeñó Tomás López Medel; de 1554 a finales de 1555, periodo en que gobernó Álvaro de Carvajal; después arribó de Guatemala para gobernar la provincia de Yucatán el tercer alcalde mayor, Alonso Ortiz de Argueta; finalmente, sucediendo a este, a partir de 1558 y hasta finales de 1560, Juan de Paredes, quien fue el cuarto y último alcalde mayor nombrado por los Confines. Después de él vendría otro visitador, Jufré de Loaiza, y más tarde un alcalde mayor más, Diego de Quijada, que sería el último funcionario español en ejercer la gubernatura de Yucatán con ese título, aunque este fue nombrado directamente por el rey Felipe II de España y ya no por la Real Audiencia de los Confines. A partir de eso, quienes ejercieron el mando político y administrativo en la provincia de Yucatán serían denominados gobernadores.
Desde 1558 el malestar de la provincia de Yucatán con relación a los gobernantes que les eran enviados se manifestó cuando los oficiales del rey hicieron llegar quejas por la debilidad que mostraban los alcaldes mayores enviados por los Confines. En 1559 los franciscanos pidieron oficialmente al Consejo de Indias que el rey nombrara directamente a los alcaldes mayores y que la provincia pasara a depender nuevamente de la Real Audiencia de México ya que:

"en la audiencia de los Confines nunca proveen sino a sus criados por alcaldes mayores que es harta mal gobernada".

Juan de Paredes gobernó hasta fines de 1560 la provincia de Yucatán, año en que fue sustituido, como quedó asentado, por Jufré de Loaiza o Jofre de Loaisa, también nombrado por los Confines y quien fue traído a Yucatán por el fraile franciscano Diego de Landa. Durante la gestión de Paredes continuó la discusión enconada entre encomenderos y religiosos respecto de cómo tratar y utilizar a los indígenas mayas. El alcalde mayor determinó que los bastimentos y los tributos de las encomiendas podían ser transportados por los indígenas siempre y cuando su trabajo fuera remunerado de común acuerdo y con la condición de que la carga no excediera las dos arrobas. Diego de Landa se opuso a la medida y desde el púlpito de la iglesia que servía como catedral argumentó que no bastaba con la paga a los indígenas, sino que los encomenderos deberían transportar las mercancías con bestias de carga y usando vehículos que debían construirse, así como los caminos necesarios para que unos y otros circularan.
Fue esta presión la que hizo que durante el gobierno de Paredes se continuara la construcción del camino entre Sisal y Mérida, para lo que la Real Audiencia de Guatemala otorgó en 1559 la cantidad de 500 pesos de oro. También determinó la Audiencia que en la construcción del camino se utilizaran indios de las zonas cercanas que fueran debidamente pagados, obviando el hecho de la gran dificultad que presentaba la obra por la ciénaga existente a la salida de Sisal que generaba condiciones que nadie quería voluntariamente enfrentar.